# Antarctodomus powelli
Antarctodomus powelli är en snäckart som beskrevs av Dell 1995. Antarctodomus powelli ingår i släktet Antarctodomus och familjen valthornssnäckor. Inga underarter finns listade i Catalogue of Life.